# Dominic Keating
Dominic Keating (Leicester, 1º luglio 1962) è un attore britannico, noto per aver interpretato il personaggio di Malcolm Reed nel franchise di fantascienza Star Trek.

## Biografia
Nato da padre irlandese e madre inglese ha iniziato a recitare fin da quando era a scuola. Nonostante il diploma in storia ha continuato a voler fare l'attore e ha partecipato a diverse produzioni universitarie fino a diventare un attore professionista.
Keating è stato un attore di successo sui palchi dei teatri britannici prima di lavorare per la televisione interpretando il ruolo di Cosmo nello spettacolo The Pitchfork Disney di Philip Ridley e quello di Bryan in Amongst Barbarians di Michael Wall, per il quale ha anche vinto un premio. Successivamente Keating ha lavorato per il teatro sia nel Regno Unito che negli Stati Uniti
Verso la fine degli anni ottanta ha girato diversi spot per la televisione e dal 1989 al 1993 ha fatto parte del cast della sitcom britannica Desmond's, nella parte di Tony, il secondo assistente del barbiere protagonista della serie e il terzo personaggio bianco ad apparire nello show. Nel 1994 ha partecipato alle riprese del film per la televisione Shake, Rattle and Rock!. Nel 1997 Keating compare nel film Da giungla a giungla.
Nel 2001 entra nel cast regolare di Star Trek: Enterprise, quinta serie live-action del franchise di Star Trek, in cui impersona l'ufficiale capo della sicurezza dell'Enterprise NX-01, Malcolm Reed, personaggio che interpreta per 97 episodi dei 98 complessivi. Dopo la fine di Star Trek: Enterprise Keating è comparso in un episodio di Las Vegas, diretta da David Straiton, regista di diversi episodi di Enterprise. Keating è stato inoltre uno degli attori di Star Trek a comparire nel film The Auteur Theory, pellicola indipendente del 1999. Tra gli altri attori del franchise a comparire in questo film, figurano: Armin Shimerman (Quark in Deep Space Nine), Garrett Wang (Harry Kim in Voyager) e Paula Malcomson (la sorella di Reed in Enterprise). Nel 2001 è la volta di The Hollywood Sign, altro film indipendente dove compaiono anche Jacqueline Kim (Demora Sulu in Generazioni) e Whoopi Goldberg (Guinan in The Next Generation). Nel 2013 prende inoltre parte all'episodio dedicato a Scott Bakula della miniserie televisiva The Captains Close Up, dedicata ai 5 attori protagonisti dei capitani di Star Trek fino ad allora prodotti: William Shatner, Patrick Stewart, Avery Brooks, Kate Mulgrew e Scott Bakula.
Dal 2000 presta la voce a numerosi videogiochi dei frachise di World of Warcraft, Dragon Age, Diablo, Epic Mickey, Destiny e altri.
Keating è apparso in diverse serie televisive tra cui Ispettore Morse, Poltergeist, Good vs Evil, Unità speciale 2, L'immortale e Buffy l'ammazzavampiri.
Nel 2007 ha interpretato lo schiavo Cain in La leggenda di Beowulf, e ha preso parte poi, interpretando ruoli minori, alle serie televisive Heroes (seconda stagione) e Prison Break (terza stagione).

## Filmografia

### Attore

#### Cinema
- Da giungla a giungla (Jungle 2 Jungle), regia di Hervé Palud (1997)
- Folle d'elle, regia di Jérôme Cornuau (1998)
- The Auteur Theory, regia di Evan Oppenheimer (1999)
- The Hollywood Sign, regia di Sönke Wortmann (2001)
- Chromiumblue.com, regia di Zalman King e Scott Sampler (2002)
- Hollywood Kills, regia di Sven Pape (2006)
- The Attackmen, regia di Topher Straus - cortometraggio (2007)
- Species IV - Il risveglio (Species: The Awakening), regia di Nick Lyon (2007)
- La leggenda di Beowulf (Beowulf), regia di Robert Zemeckis (2007)
- Plugged, regia di Tim Russ - cortometraggio (2007)
- Ninong, regia di Gary Ambrosia (2009)
- Sherlock Holmes e la corona d'Inghilterra (Sherlock Holmes), regia di Rachel Lee Goldenberg - direct-to-video (2010)
- The One Warrior, regia di Tom Stout (2011)
- Un killer tra noi (A Killer Walks Amongst Us), regia di Michael Feifer (2016)
- Once Upon a Time in London, regia di Simon Rumley (2019)
- The Host, regia Andy Newbery (2020)
- Unbelievable!!!!!, regia di Steven L. Fawcette (2020)

#### Televisione
- Metropolitan Police (The Bill) - serie TV, episodi 5x41-6x96-8x29 (1989-1992)
- Desmond's - serie TV, 36 episodi (1989-1993)
- Casualty - serie TV, episodio 5x11 (1990)
- Paradise Club - serie TV, episodio 2x09 (1990)
- Ispettore Morse (Inspector Morse) - serie TV, episodio 6x01 (1992)
- Teenage Health Freak - serie TV, episodio 2x06 (1993)
- Shake, Rattle and Rock!, regia di Allan Arkush - film TV (1994)
- Love Street - serie TV, episodio 2x04 (1995)
- Poltergeist (Poltergeist: the Legacy) - serie TV, episodio 3x05 (1998)
- Buffy l'ammazzavampiri (Buffy the Vampire Slayer) - serie TV, episodio 3x12 (1999)
- G vs E - serie TV, episodi 1x01-2x03 (1999-2000)
- The Immortal - serie TV, 6 episodi (2000-2001)
- Special Unit 2 - serie TV, episodio 1x03 (2001)
- Star Trek: Enterprise - serie TV, 97 episodi (2001-2005) - Malcolm Reed
- ChromiumBlue.com - serie TV, 8 episodi (2002)
- Las Vegas - serie TV, episodio 3x12 (2006)
- Heroes - serie TV, 4 episodi (2007)
- Prison Break - serie TV, episodi 3x05-3x06 (2007)
- Holby City - serie TV, episodio 10x25 (2008)
- CSI: NY - serie TV, episodio 6x16 (2010)
- Sons of Anarchy - serie TV, episodi 3x08-3x09 (2010)
- I signori della fuga (Breakout Kings) - serie TV, episodio 2x03 (2012)
- Sunset Bar, regia di John Stuart Scott - film TV (2012)
- The Captains Close Up - miniserie TV, episodio 1x05 (2013)
- Istinto materno (Maternal Instinct), regia di Michael Feifer (2019)

### Doppiatore

#### Cinema
- The One Warrior, regia di Tom Stout (2011)
- Greyhound: Il nemico invisibile (Greyhound), regia di Aaron Schneider (2020)

#### Videogiochi
- StarLancer (2000)
- World of Warcraft (2004)
- Dragon Age: Origins (2009)
- Epic Mickey: La Leggendaria Sfida di Topolino (2010) - Gremlin Prescott
- Diablo III (2012) - Kormac/Templar
- Epic Mickey 2: L'avventura di Topolino e Oswald (2012) - Gremlin Prescott
- Diablo III: Reaper of Souls (2014) - Templar
- Destiny (2014) - Xander 99-40/Arcite 99-40/City Vendor Frame
- World of Warcraft: Legion (2016) - Tirathon Saltheril
- Destiny 2 (2017) - Male Frame/Arcite 99-40
- World of Warcraft: Battle for Azeroth (2018)
- World of Warcraft: Shadowlands (2020)

## Radio
- Shuttlepod Show - podcast, 13 episodi (2022)

## Doppiatori italiani
Nelle versioni in italiano delle opere in cui ha recitato, Dominic Keating è stato doppiato da:
- Gianni Bersanetti in Star Trek - Enterprise
- Enrico Pallini in Prison Break
- Andrea Lavagnino in CSI: NY

Da doppiatore è stato sostituito da:
- Claudio Moneta in Diablo III
- Christian Iansante in Epic Mickey 2 - L'avventura di Topolino e Oswald

## Discografia parziale

### Audiolibri
- 2016 - The Iliad